# Батын Гоош
Батын Гоош (1934 — 7 июня 2009) — народный врач Монголии.

## Биография
Родился в 1934 году в Улан-Баторе. Советский врач дал ему имя Гоша, что со временем превратилось в Гоош. В 1954 году окончил медицинский факультет МонГУ по специальности терапевта. В 1957—1960 годах работал в отделении хирургии центральной больницы Среднегобийского аймака. С 1960 года занимал должности начальника хирургического отделения Улан-Баторского медицинского института, директора института, главврача клиники.
В 1971 году Гоош защитил диссертацию по теме «Значение спленографической клиники» (монг. Спленопортографийн клиникийн ач холбогдол) и стал доктором медицины, а в 1989 году после защиты диссертации «Диагностика и лечение тяжёлых заболеваний эхинококка» (монг. Хүндэрсэн ба хавсарсан бэтгийн оношлогоо, эмчилгээ) получил звание доктора наук. В 1990 году за сочинение «Решение вопросов хирургии в лечении заболеваний печени и мочевого пузыря» (монг. Элэг цөсний өвчнийг оношилж, мэс заслаар эмчлэх асуудлыг хам шийдсэн нь) удостоился государственной награды.
Скончался 7 июня 2009 года.